# Landesorg
Landesorg er en landsdækkende, national sorgdag til minde om døden af et statsoverhoved, eller ved en stor katastrofe i landet, hvor mange ofre omkommer (jordskælv, tsunami, flystyrt, terrorisme, o.l.). Landesorg erklæres af staten og markeres typisk ved at flage på halvt og ved specielle mindebegivenheder, såsom et minuts stilhed i et folketing, officielle taler, helligdagslukning osv. 
Landesorg kan i nogle lande erklæres i flere dage og der kan dertil indføres helligdagslukning - såsom tre dages landesorg i Pakistan ved attentatet på Benazir Bhutto eller som i Grækenland, hvor der blev erklæret landesorg i fire dage til og med statsbegravelsen af ærkebiskoppen Christodoulos, der flagedes på halv og græske skoler og andre statslige bygninger blev lukket.
Udover døden af statsoverhoveder, kan der også erklæres landesorg ved døden af en anden for landet vigtig eller bemærkselsværdig person (såsom en Nobelpristager). Der vil ofte være landesorg i forbindelse med en statslig begravelse, såsom ved begravelsen af Sir Edmund Hillary i New Zealand eller Ayrton Senna i Brasilien. Sommetider vil landesorgsdagen mindes hvert år (for eksempel Nelson Mandelas død mindes hvert år i Sydafrika). 

## Landesorgsstøtte fra andre lande
Andre lande kan også være med til at markere landesorg støtte til et land særlig hårdt ramt eller til et land, staten har et godt forhold til, som for eksempel ved terrorangrebene i Paris, i Manchester, i USA den 11. september 2001 eller ved tsunami i Asien 2004. Der vil typisk flages på halv i det støttende land og ved ambassaderne for det ramte land vil der blive lagt blomster og tændt lys, som ved terrorangrebet i Norge.   

## Flagning og sørgebind
For at markere landesorg eller støtte til landesorg, hejses nationale flag typisk på halvt, eller alternativt med et sort sørgebind, hvis de ikke kan sænkes. 
Der findes dog statsflag, som aldrig må sænkes på halv mast, selv ved landesorg. Det er flag for følgende lande: Saudi Arabien, Iran, Irak, Afghanistan, Somaliland, det britiske kongelige flag samt det tyske Foreningsflag (Enhedsflaget foran tysk Rigsdag).
I de fem islamiske stater indeholder flagene nemlig troserklæringerne  Shahada (Saudi-Arabien og Somaliland) og Takbir (Iran, Irak). Det afghanske flag indeholder både Takbir og Shahada. Disse troserklæringer betragtes som hellig fuldkommenhed og må aldrig sænkes eller skændes, eller endda hænges på langs. Når der er landesorg i Iran, i stedet for at sænke nationalflaget hejses der et helt sort flag ved siden af.
I England, var der indtil 1997 protokolskik for at der kun var et flag hejst over Buckingham paladset, nemlig det kongelige flag, og kun hvis regenten var til stede i paladset. Ved prinsesse Dianas død, blev den britiske befolkning meget forarget over, at det kongelige flag ikke blev sænket ved landesorg. Som svar, brød dronning Elisabeth med protokollet og erstattede sit kongelige flag med Union Jack, som blev sænket på halv mast indtil hun vendte hjem fra Dianas begravelse, hvorefter det kongelige flag blev hejst igen. Siden er protokollet blevet fornyet med, at Union Jack hejses på halv mast over Buckingham ved landesorg og kongelig begravelse, som ved begravelse af Dronningemoderen og ved terrorangrebet i London-metroen 2005.

## Juridisk grundlag for landesorg
I mange lande erklærer statsoverhovedet eller regeringen landesorg, på bevilling fra ministre eller fra et folketing, og ofte er landesorg beskrevet i forfatningen. Dog i et land som Sverige er det ifølge forfatningen ikke juridisk muligt at erklære officielt landesorg. Der kan i Sverige erklæres kongesorg ved døden af kongen eller medlem af kongehuset. I forbindelse med Estonia-færgekatastrofen, døden af Dag Hammarskjöld, og  attentaterne af Anna Lindh og Olof Palme, blev der i Sverige ikke officielt erklæret landesorg, men statsministeren gav anbefaling til flagning på halv og et minuts stilhed i Folketinget.

## Landesorg på internettet
På internet og sociale medier er der i nyere tid opstået en tradition ved landesorg og store katastrofer, at man kan tilføje et mindemærke på sin profil eller hvor en portal eller stor hjemmeside midlertidig skifter farve og sætter mindesymboler på hjemmesiden. For eksempel i forbindelse med terrorangreb i Norge 22. juli 2011 havde brugere på Facebook tilføjet et rundt badge med Norges flag på sine profilbilleder ved hjælp af en lille tredjeparts-applikation udviklet af brugerne. Denne form for hyldest blev efterhånden bemærket af Facebook-portalen, som i november 2015 havde officielt indført muligheden for at sætte et farvet filter af det franske flag over hele sit profilbillede som minde om terrorangrebet i Paris 13. november 2015.